# Sky Angkor Airlines
ស្កាយ អង្គរ អ៊ែឡាញ 

스카이 앙코르 항공
Sky Angkor Airlines Inc., anciennement Skywings Asia Airlines (khmer : ស្កាយវីង អេស៊ា អ៊ែឡា, en coréen) est une compagnie aérienne basée à Siem Reap, au Cambodge. Elle est principalement basée à l'aéroport international de Siem Reap.

## Histoire
.

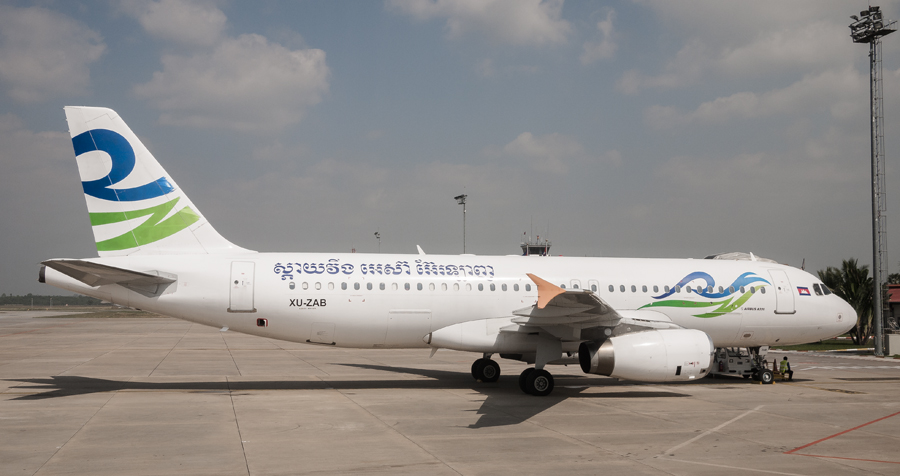
Un Airbus A320 Skywings Asia Airlines à l'Aéroport International de Siem Reap, Cambodge en 2013

Fondée en 2010, la compagnie aérienne est une coentreprise d'investisseurs coréens et cambodgiens qui se concentre sur le marché du voyage coréen. Skywings Asia Airlines, (son ancien nom), reçoit alors son «approbation des activités de transport international à l'étranger».
Le 13 juin 2011, elle effectue son vol inaugural sur la route Siem Reap - Séoul-Incheon - Hanoï - Siem Reap avec un avion McDonnell Douglas MD-83. La compagnie introduit son premier Airbus A320 en juillet de la même année.
Le 30 novembre 2014, Skywings Asia Airlines cesse officiellement ses opérations et la compagnie est rebaptisée Sky Angkor Airlines. Depuis, elle effectue de nombreux vols réguliers et charters à destination et en provenance du Cambodge vers des pays comme la Chine, le Japon, la Corée du Sud et le Vietnam.

## Destinations
Sky Angkor Airlines dessert les destinations dont l'Aéroport international de Shanghai-Pudong
, l'Aéroport international de Xiamen-Gaoqi, celui de Yiwu, ou encore l'Aéroport de Hualien.

## Flotte

### Flotte actuelle

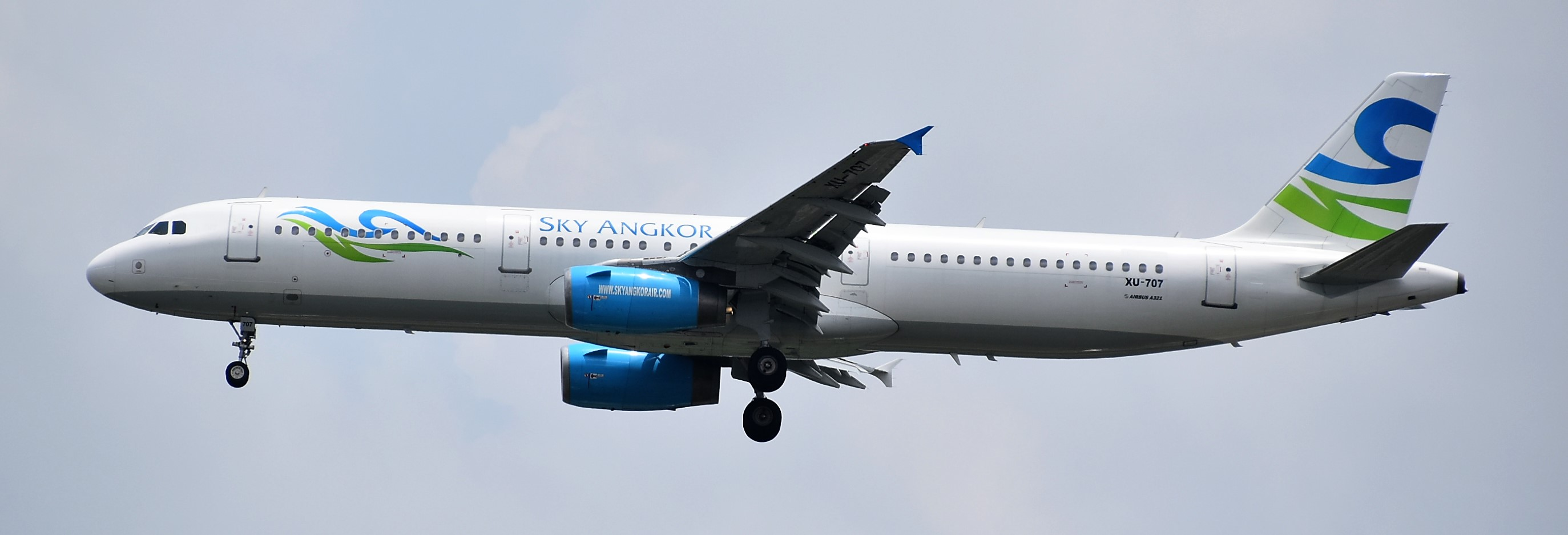
Sky Angkor Airlines Airbus A321-200

En novembre 2020, la flotte de Sky Angkor Airlines est constituée des avions suivants :

### Ancienne flotte
Sky Angkor Airlines, (et Skywings Asia Airlines), a par le passé exploité les avions suivants en novembre 2017 :

## Voir également
- Transport aérien au Cambodge
- Liste des compagnies aériennes du Cambodge